# 이원일
이원일(1979년 12월 12일~)은 대한민국의 요리사, 요리연구가, 기업가이다. 베이커리 전문점 디어브레드를 운영하고 있다.

## 학력
- 필리핀 대학교 호텔외식경영학 학사

## 경력
- 2022년 멜팅소울 헤드 셰프
- 2018년 이원일식탁 셰프
- 2017년 파파도나스 오너 셰프
- 2017년 비밀 오너 셰프
- 2015년 디어브레드 오너 셰프
- 2013년 한식당 ‘두둑한상’ 대표
- 2013년 궁중음식연구원 한국전통음식영어체험반 팀장, 강사
- 2011년 에드워드 권 ‘The SPICE’ 근무
- 2010년 에드워드 권 ‘Eddy’s Cafe’ 근무
- 2009년 에드워드 권의 ‘Yes! Chef’ 본선 진출 12인
- 2009년 한식당 ‘두란’ 운영
- 2009년 한국사찰음식문화연구소 수료
- 2008년 궁중음식연구원 수료
- 2008년 한국전통주연구소 수료
- 2007년 University of the Philippines, BSHRIM 졸업
- 2007년 American Hospitality Academy 수료

## 가족관계
- 배우자: 김유진 PD(2021년 3월 21일 결혼)

## 방송
- 2009년 QTV 《예스셰프 시즌1》
- 2014년 SBS 《쿡킹 코리아》
- 2014년 JTBC 《냉장고를 부탁해》
- 2015년 SBS 《날씬한 도시락》 MC
- 2018년 tvN 《수미네 반찬》
- 2018년 tvN 《식량일기 닭볶음탕 편》
- 2019년 MBC 《생방송 행복드림 로또 6/45》 게스트 876회
- 2019년 KBS2 《신상출시 편스토랑》
- 2020년 MBC 《부러우면 지는거다》
- 2021년 LG헬로비전 《팔도밥상 플러스》
- 2022년 KBS 1TV 《TV쇼 진품명품》쇼 감정단 (추석 기획)
- 2024년 MBC 《주간 입맛 연구소 뭐먹을랩》